# زواج المثليين في المملكة المتحدة
يعتبر الزواج قضية تداول للسلطات في المناطق المختلفة من المملكة المتحدة، إذ يختلف وضع زواج المثليين في إنجلترا وويلز، اسكتلندا وأيرلندا الشمالية. يُعترف بزواج المثليين ويعقد في إنجلترا واسكتلندا وويلز ولكن ليس في أيرلندا الشمالية.
- صدر تشريع يسمح بزواج المثليين في إنجلترا وويلز من قبل برلمان المملكة المتحدة في يوليو 2013 ودخل حيز التنفيذ في 13 مارس 2014، وأُقيم أول زواج المثليين في 29 مارس 2014.[1]
- أقر البرلمان الإسكتلندي تشريعاً يسمح بزواج المثليين في اسكتلندا في فبراير 2014، ودخل حيز التنفيذ في 16 ديسمبر 2014.[2] وعقدت أول مراسم زواج المثليين في 16 ديسمبر 2014 للأزواج المثليين في الشراكات المدنية سابقاً.[3] حدثت أول مراسم زواج المثليين للأزواج الذين ليسوا في شراكة مدنية في 31 ديسمبر 2014.[4]
- لايتم عقد أو الاعتراف بزواج المثليين في أيرلندا الشمالية. قبل انتخابات مارس 2017، صرحت الوزيرة الأولى لأيرلندا الشمالية أرلين فوستر أن حزب الاتحاد الديمقراطي سيستمر في استخدام «التماس القلق» (بالإنجليزية: Petition of concern)‏، لمنع أي مشروع قانون من شأنه أن يشرع زواج المثليين.[5] ويتم الاعتراف بزواج المثليين من ولايات قضائية أخرى كشراكات مدنية.

من بين الأقاليم ما وراء البحار البريطانية الأربعة عشر، يتم الاعتراف بزواج المثليين وعقده في جورجيا الجنوبية وجزر ساندويتش الجنوبية منذ عام 2014، أكروتيري ودكليا وإقليم المحيط الهندي البريطاني (للأفراد العسكريين من المملكة المتحدة فقط) منذ 3 يونيو 2014، وجزر بيتكيرن منذ 14 مايو 2015، المقاطعة البريطانية بالقارة القطبية الجنوبية منذ 13 أكتوبر 2016، جبل طارق منذ 15 ديسمبر 2016، جزر فوكلاند منذ 29 أبريل 2017، سانت هيلينا وأسينشين وتريستان دا كونا منذ 20 ديسمبر 2017، وفي برمودا منذ 23 نوفمبر 2018.
ومن بين تبعيات التاج البريطاني، يتم الاعتراف بزواج المثليين في جزيرة مان منذ 22 يوليو 2016 وجيرزي منذ 1 يوليو 2018. في غيرنزي، أصبح زواج من نفس الجنس قانونيًا في جزيرة غيرنزي منذ 2 مايو 2017، وفي آلدرني منذ 14 يونيو 2018. ولكن لم يتم إلى حد الآن الاعتراف قانونيا بالعلاقات المثلية، لا على شكل شراكة مدنية ولا على شكل زواج المثليين، في سارك.

## التاريخ

### التاريخ القانوني
في القانون العام، كان زواج المثليين باطلا من البداية. في عام 1680، تزوجت أرابيلا هانت من «جيمس هاورد». في عام 1682، أُلغي الزواج على أساس أن هاورد كان في الواقع أيمي بولتر، «امرأة مثالية في جميع أجزائها»، ولا تستطيع امرأتان الزواج. في عام 1866، في قضية «هايد ضد هايد ووودمانسي» (وهي قضية تتعلق بتعدد الزوجات)، بدأ حكم القاضي اللورد بينزانس «الزواج كما يفهم في المسيحية هو الاتحاد الطوعي مدى الحياة بين رجل واحد وامرأة واحدة، مع استبعاد كل الآخرين.»
في قضية «تالبوت (خلاف ذلك بوينتز) ضد تالبوت» في عام 1967، عقد الحظر ليشمل إذا كان أحد الزوجين متحولا جنسيا في مرحلة مابعد العملية، مع قول القاضي أورميرود «الزواج هو علاقة تعتمد على الجنس، وليس على أساس الجندر». في عام 1971، صدر «قانون بطلان الزواج»، الذي يحظر صراحة الزواج بين الأزواج المثليين في إنجلترا وويلز. شملت النقاشات البرلمانية حول قانون 1971 نقاشًا حول قضية التحول الجنسي وليس حول المثلية الجنسية.
وقد استُبدل قانون 1971 لاحقا ب«قانون أسباب الزواج لعام 1973»، الذي أعلن أيضا أن الزواج باطل إذا لم يكن الطرفان ذكرا وأنثى. وقد شمل حظر زواج المثلييين أيضا في تشريع الزواج في اسكتلندا وأيرلندا الشمالية. ينص أمر الزواج (أيرلندا الشمالية) 2003 على وجود عائق قانوني للزواج إذا كان الطرفان مثليان أو مثليتان. كان لقانون الزواج (اسكتلندا) 1977 عائق قانوني مماثل، ولكن بعد صدور قانون الزواج والشراكة المدنية (اسكتلندا) 2014، لم يعد القانون يحظر الزواج إذا كان كلا الطرفين مثليين أو مثليتين.
في 17 يوليو 2013، تم منح الموافقة الملكية على قانون الزواج (الأزواج المثليون) 2013. في 10 ديسمبر 2013، أعلنت الحكومة أن أول زواج مثلي سيعقد من 29 مارس 2014.

### الشراكات المدنية
في عام 2004، صدر قانون الشراكة المدنية ودخل حيز التنفيذ في كانون الأول/ديسمبر 2005. وقد أنشأ شراكات مدنية، أعطت الشركاء المثليين الذين يدخلون فيها معظم حقوق الزواج ومسؤولياته. كانت هذه الشراكات تسمى «زواج المثليين» من قبل بعض وسائل الإعلام البريطانية، ولكن الحكومة أوضحت أنها ليست زواجا.
منذ أن دخل القسم 9 من قانون الزواج (الأزواج المثليون) 2013 حيز التنفيذ، يُمنح أي زوجين مسجلين في شراكة مدنية القدرة على تحويل تلك الشراكة إلى زواج.

### ويلكينسون ضد كيتزينغر وآخرون
في 26 آب/أغسطس 2003، تزوجت كل من سيليا كيتزينغر وسو ويلكينسون، وهما أستاذتا جامعة بريطانيتان، قانونياً في كولومبيا البريطانية، كندا. ومع ذلك، عند عودتهما لم يتم الاعتراف بزواجهما بموجب القانون البريطاني. وبموجب قانون الشراكة المدنية اللاحق، تم تحويلها إلى شراكة مدنية. رفعت الزوجتان دعوى قضائية للاعتراف بزواجهما، زاعمتين أنه قانوني في البلد الذي عقد فيه وبانه أوفى بمتطلبات الاعتراف بالزواج في الخارج، وبالتالي ينبغي معاملته بنفس الطريقة التي يعامل بها زواج المغايرين. ورفضتا تحويل زواجهما إلى شراكة مدنية معتبرتين أنه بديل عملي ورمزي من الدرجة الثانية. كتم تمثيلهما من قبل مجموعة الحقوق المدنية «الحرية». وقال جيمس ويلش، المدير القانوني للمجموعة، إن الأمر يتعلق بالعدالة والمساواة من أجل الاعتراف بزواج الزوجتين، وأنه «لا ينبغي أن يكون هناك خيار من الدرجة الثانية كالشراكة المدنية».
وقد أعلنت المحكمة العليا حكمها في 31 يوليو 2006، قائلة إن اتحادها لن يمنح وضعية الزواج وسيستمر بالاعتراف به في إنجلترا وويلز كشراكة مدنية. وقد ذكر رئيس قسم العائلة، مارك بوتر، أن «العلاقات المثلية ليست بأي حال من الأحوال أدنى مستوى، ولا يقترح القانون الإنجليزي أنها كذلك بالاعتراف بها تحت مسمى الشراكة المدنية»، وأن الزواج كان «مؤسسة قديمة» واقترح، من خلال «تعريف وقبول طويل الأمد» أنه علاقة بين رجل وامرأة. وافق على ادعاء الزوجين بأنهما تعرضتا للتمييز ضدهما بموجب قانون الشراكة المدنية 2004 ولكنه اعتبر أنه «إلى الحد الذي يميز بموجبه هذا التمييز ضد الشركاء المثليين، فإن هذا التمييز له هدف مشروع، وهو معقول ومتناسب، ويقع ضمن هامش التقدير الممنوح للدول». طلب المدعي العام، بصفته المدعى عليه الثاني، مبلغ 25,000 جنيه إسترليني من التكاليف القانونية من الشريكتين، وهو ما أمرتهما المحكمة العليا بدفعه.
وقالت ويلكنسون وكيتزينغر أنهما «شعرتا بخيبة أمل عميقة» بسبب الحكم، ليس فقط لأنفسهما، بل «لأسر المثليين والمثليات في أنحاء البلاد». وقالتا إن «إنكار زواجنا لا يفعل شيئا لحماية زواج المغايرين، ولكنه بكل بساطة تمييز وعدم مساواة»، وقالتا أيضا أن الحكم إهانة للأشخاص من مجتمع المثليين ويعامل علاقاتهم في مرتبة أقل من تلك التي بين الأزواج المغايرين، لا تستحق الزواج ولكن فقط «مؤسسة مختلفة ومنفصلة تمامًا». ومع ذلك، قالتا أنهما تعتقدان أن الحكم «لن يقف أمام اختبار الزمن» وأنهما تتطلعان إلى اليوم الذي «يكون فيه المساواة الكاملة في الزواج». وكانتا قد أعلنتا في البداية عن نيتهما الطعن في القرار لكنهما تخلتا عنه في وقت لاحق بسبب نقص الأموال.
وقال الناشط في مجال حقوق المثليين بيتر تاتشل إن معارضة المؤسسة العدوانية لزواج المثليين والطلب الناجح البالغ 25 ألف جنيه إسترليني من الشريكتين أضر بمصداقية الحكومة «كصديقة للمثليين». وادعى أيضاً أن الطلب في التكاليف القانونية مصمم لإلحاق الضرر بالشريكتين مالياً حتى لا تكونا قادرتين على الاستئناف. وقال إنه «غاضب ولكن ليس مذعورا» بشأن الحكم، وأن هذا كان مجرد نكسة مؤقتة في «النضال الطويل من أجل المساواة في الزواج».

## النقاش

### منظمات الحملات
قامت شبكة المساواة (Equality Network) في عام 2008 بتأسيس "المساواة في الزواج"، وهي حملة من أجل زواج المثليين في اسكتلندا، مع التركيز على تأمين زواج المثليين والشراكة المدنية للشركاء المغايرين في اسكتلندا. في إنجلترا وويلز، كانت أول حملة رئيسية لزواج المثليين هي المساواة في الحب التي أسسها بيتر تاتشيل في عام 2010. وكانت أول حملة رئيسية ضد زواج المثليين في بريطانيا هي "اسكتلندا للزواج" التي تأسست في عام 2011، يليها الائتلاف من أجل الزواج" في إنجلترا وويلز في عام 2012. وقد تم تأسيس حملات لاحقة ضد ومع زواج المثليين من قبل مجموعة واسعة من المنظمات، بما في ذلك التحالف من أجل المساواة في الزواج وآوت4مارييج، والتي أنشئتا في إنجلترا في عام 2012. في أيرلندا الشمالية، أنشأ الناشط في مجال حقوق المثليين والمناضل السياسي غاري سبيدنغ حملة للحصول على الحق الكامل لزواج المثليين في يونيو 2012 مع الهدف المحدد بمواجهة المواقف الاجتماعية الصعبة والضغط على الجمعية التشريعية لأيرلندا الشمالية لسن تشريع لتحديث "أمر الزواج (أيرلندا الشمالية) 2003".

### الأحزاب السياسية
- حزب المحافظين: خلال الفترة التي سبقت الانتخابات العامة في عام 2010 قال وزير الخزانة في حكومة الظل حينها، جورج أوزبورن، أن حكومة المحافظين ساكون سعيدة ب «النظر في القضية» لإنهاء الحظر على زواج المثليين،[31][32] على الرغم من أنه تعرض لانتقادات لعدم تقديم أي وعود محددة.[33] في 4 مايو 2010، نشر الحزب «العقد من أجل المساواة» الذي قال إنه «سينظر» في الاعتراف بالشراكات المدنية كزيجات إذا تم انتخابه.[34]
- حزب العمال: في مؤتمر حزب العمال لعام 1985 في بورنموث، تم تمرير قرار يجعل الحزب يدعم حقوق المثليين للمرة الأولى بفضل دعم التصويت ككتلة من قبل الاتحاد الوطني لعمال المناجم.[35] في أبريل/نيسان 2010، صرحت وزيرة المساواة عن حزب العمال، هارييت هارمان، عندما سئلت عن زواج المثليين، أن القضية «منطقة نامية» وأن الحكومة لا يزال أمامها طريق طويل لتقطعه مع ما فعلته لحقوق المثليين.[36] قال رئيس الوزراء حينها غوردون براون إن الحكومة لم تسمح بزواج المثليين لأنه «مرتبط ارتباطًا وثيقًا بمسائل الحرية الدينية».[37] خلال الحملة الانتخابية لقيادة حزب العمال لعام 2010، أعرب كل مرشحي حزب العمال عن دعمهم لإصلاح يقود إلى الاعتراف بزواج المثليين. بعد انتصار إد ميليباند، أصبح ذلك سياسة حزب العمل، حيث رحب الحزب باستشارة الحكومة ودعوا إلى إصدار تشريع في أقرب وقت ممكن.[38]
- الحزب الديمقراطي الليبرالي: صرح الزعيم نيك كليغ في عام 2009 أن حزبه يدعم التشريع.[39][40] في 4 يوليو 2009، في مقال لمجلة «لايبورليست»، كتب كليغ أنه «على الرغم من أن الشراكات المدنية كانت خطوة إلى الأمام، إلى أن يتم السماح بزواج المثليين فإنه من المستحيل الادعاء بأن الأزواج المثليين والأزواج المغايرين يعاملون بشكل متساوٍ».[41] وبعد ذلك، أطلقت مجموعة حقوق المثليين إل جي بي تي+ الديموقراطيون الليبراليون عريضة بعنوان «زواج بلا حدود» تدعو إلى رفع جميع القيود المتعلقة بالجنس على الزواج والشراكات المدنية، ولكي يتم الاعتراف القانوني بالعلاقات المثلية عبر أوروبا وعالمياً. تمت قراءة العريضة في فخر مانشستر وفخر ريدينغ في عام 2009، وأطلقت على الإنترنت في يناير 2010.[42] بالرغم من تأكيد كليغ في مجلة آتيتيود على التزامه بالمساواة في الزواج،[43][44] لم يتم وضع ذلك في بيان الحزب.[45]

في مقابلة في يوليو 2010، أكد نائب زعيم الحزب الديمقراطي الليبرالي سايمون هيوز أن حكومة الائتلاف تخطط لتشريع زواج المثليين، قائلاً: «سيكون من المناسب في بريطانيا في 2010، 2011، لكي يكون هناك القدرة على الزواج المدني للأشخاص المغايرين والمثليين بشكل متساو... يجب على الدولة أن تعطي المساواة، ونحن في منتصف الطريق إلى هناك، وأعتقد أنه يجب أن نكون قادرين على الوصول إلى ذلك في البرلمان الحالي.»
- «الحزب الديمقراطي الليبرالي الإسكتلندي»: في مؤتمر الربيع لعام 2010، تم تمرير اقتراح يدعو الحكومة الاسكتلندية للسماح بزواج المثليين، واصفا استبعاد الأزواج المثلية من الزواج بأنه «تمييز يجب أن ينتهي».[47] في سبتمبر 2010، صوت الديمقراطيون الليبراليون في مؤتمرهم الفيدرالي في الخريف لجعل زواج المثليين سياسة الحزب على مستوى برلمان وستمنستر.[48]
- «حزب الخضر في إنجلترا وويلز»: في 22 مايو 2009، دعا حزب الخضر إلى وضع حد لحظر الزواج المدني بين الأزواج المثليين في بريطانيا والدول الأخرى الأعضاء في الاتحاد الأوروبي. وقالت رئيسة الحزب كارولين لوكاس إن الحزب يريد حق الزواج للأزواج المثليين وأنه ينبغي أن يقدر المتزوجون المثليون الذين يسافرون في جميع أنحاء أوروبا على الاعتراف بعلاقتهم على نفس الأساس مثل الأزواج المغايرين. قال بيتر تاتشل، الذي كان مرشح الحزب لمنطقة أوكسفورد الشرقية في ذلك الوقت، هناك «خليط مشوش» من قوانين الشراكة المختلفة في جميع أنحاء أوروبا، وأنه «بالنسبة لغالبية الأزواج المثليين والمثليات، تتوقف حقوقهم القانونية عند حدود بلدهم الخاصة». وقال إن «أفضل نظام شراكة معترف به عالميا» هو الزواج المدني، «وأي شيء أقل هو تمييز ودرجة ثانية».[49]

### الهيئات الدينية
في اجتماعهم السنوي في عام 2009، قرر الكويكرز الاعتراف بزواج المغايرين وزواج المثليين على قدم المساواة وأداء مراسم الزواج للأزواج المثليين، مما يجعلهم أول هيئة دينية سائدة في بريطانيا للقيام بذلك. وبموجب القانون في ذلك الوقت، لم يُسمح للمُسجلين بتسجيل زواج المثليين قانونيا، لكن الكويكر ذكروا أن القانون لم يمنعهم من «لعب دور مركزي في الاحتفال وتسجيل زواج المثليين». وطلبوا من الحكومة تغيير القانون حتى يتم الاعتراف بحالات الزواج هذه. وفي بيان صحفي مشترك في عام 2012، أعطى «الكويكرز»، «اليهودية الليبرالية»، والجمعية العامة للتوحديين والكنائس المسيحية الحرة تأييدهم لمشاورة زواج المثليين.
في 3 كانون الأول/ديسمبر 2014، تلقت الكنيسة الهولندية في لندن تأكيدًا بأن الكنيسة مسجّلة لتزويج الأزواج المثليين.
كانت أكبر الطوائف المسيحية معارضة تمامًا للتشريع للاعتراف وعقد زواج المثليين. كان زعماء الكنيسة الكاثوليكية في إنجلترا وويلز قد أبدوا معارضة قوية، وحثوا كلا الرعايا والمدارس في إطار رعايتها على توقيع التماس ضد خطط الحكومة. كان الأمر كذلك في اسكتلندا. شعر قادة كنيسة إنجلترا بالقلق من أن تشريع زواج المثليين سيقوض مكانة الكنيسة كدين الدولة في إنجلترا.
وأقرت الكنيسة الميثودية في بريطانيا العظمى رداً على مشاورة الحكومة حول زواج المثليين، أن العديد من الكنائس الميثودية خلال العشرين سنة الماضية احتفلت بالاتحادات المثلية، ولكنها قالت بأن الكنيسة الميثودية لا تستطيع استخدام كلمة «زواج» للإشارة إلى الاتحادات المثلية. وقد صوتت الكنيسة الأسقفية الاسكتلندية للسماح بزواج المثليين في كنائسها.
في عام 2012، أطلق المجلس الإسلامي البريطاني حملة ضد زواج المثليين. وأبدى كل الحاخام الأكبر «اللورد ساكس» و«مجلس الحاخامية في كنيس المتحدة» معارضة الخطط، مشيرا إلى أن زواج المثليين «ضد الشريعة اليهودية».

### الرأي العام
أظهرت استطلاعات الرأي دعمًا عامًا لزواج المثليين بين البريطانيين.
وقد أفاد استطلاع أجرته مؤسسة غالوب في عام 2004 أن 52% من المشاركين وافقوا على ضرورة الاعتراف «بالزواج بين المثليين جنسياً»، بينما قال 45% إنه لا ينبغي ذلك. كما وجد الاستطلاع أن 65% يؤيدون السماح للشركاء المثليين بتشكيل اتحادات مدنية. أفاد استطلاع أجرته مؤسسة يوروباروميتر عام 2006 أن 46% من البريطانيين اتفقوا على أنه ينبغي السماح بزواج المثليين في جميع أنحاء أوروبا، وهو أعلى بقليل من متوسط الاتحاد الأوروبي البالغ 44%. أظهر استطلاع أجراه معهد آي سي أم للأبحاث لجريدة «ذي أوبسرفر» في سبتمبر 2008 أن 55% من البريطانيين يعتقدون أنه يجب السماح للشركاء المثليين بالزواج، مقابل 45% منهم ضد ذلك.
أظهر استطلاع للرأي أجري في يونيو/حزيران 2009 من قبل معهد "بوبيلس" لجريدة التايمز ذكرت أن 61% من البريطانيين يتفقون مع بيان "ينبغي أن يكون للشركاء المثليين حق متساو في الزواج، ليس فقط "الشراكات المدنية"، بينما لم يوافق 33% منهم على ذلك. كان الدعم أعلى بين أولئك الذين تتراوح أعمارهم بين 25 و 34، حيث وافق 78% منهم ولم يوافق سوى 19% منهم. كان أدنى من بين هؤلاء الذين تجاوزوا 65 سنة حيث وافق 37% منهم على ذلك وعارضه 52% منهم. وافقت أغلبية الرجال والنساء على السواء، لكن الدعم كان أعلى بين النساء (67%) مقارنة بالرجال (55%). من حيث نية التصويت، وافق 73% من ناخبي
الحزب الديمقراطي الليبرالي، و 64% من ناخبي حزب العمال و 53% من ناخبي حزب المحافظين على أنه يجب أن يكون للشركاء المثليين الحق في الزواج.
أظهر استطلاع أجرته مؤسسة «أنغس ريد» في يوليو/تموز 2010 أن 78% من الناس يؤيدون إما زواج المثليين أو الاتحاد المدني للشركاء المثليين، مع اختيار 41% لزواج المثليين واختيار 37% للاتحاد المدني. انخفض الدعم لعدم وجود أي اعتراف قانوني للعلاقات المثلية بنسبة 3% من أغسطس 2009.
وفقاً لاستطلاع أجراه معهد «المواقف الاجتماعية الاسكتلندية» لعام 2010، فإن 61% من الاسكتلنديين يؤيدون زواج المثليين، مقابل 19% منهم يعارض ذلك، بينما كان 18% لا يتفق ولايعارض ذلك. في استطلاع مماثل في عام 2002، أيد 42% من الاسكتلنديين زواج المثليين. في عام 2006، دعم 53% من الاسكتلنديين زواج المثليين.
في يوليو 2011، أظهر استطلاع رأي تم إجراؤه من قبل أنغوس ريد للرأي العام أن 43% من البريطانيين يعتقدون أنه يجب السماح للأزواج المثليين في بريطانيا بالزواج، بينما اعتقد 34% منهم أنه يجب ألا يسمح لهم سوى بتكوين شراكات مدنية فقط، وكان 15% منهم ضد لن منح أي اعتراف قانوني بالعلاقات المثلية.
أظهر استطلاع للرأي نشرته يوغوف في مارس 2012 أن 43% من الناس يؤيدون زواج المثليين بينما يؤيد 32% منهم الشراكات المدنية، ويعارض 16% منهم أي اعتراف قانوني بالعلاقات المثلية. كان الدعم مرتفعاً بشكل خاص بين النساء والشباب والناس في اسكتلندا وناخبي الحزب الديمقراطي الليبرالي. كان الدعم أقل بين الطبقة العاملة وكبار السن وناخبي حزب المحافظين والرجال بشكل عام. في نفس الاستطلاع، أعرب 62% عن اعتقادهم بأن العلاقات المثلية لها نفس القيمة مثل العلاقات المغايرة، لكن 47% من الناس أيدوا حق كنيسة إنجلترا في الدفاع عن الزواج التقليدي ولم يوافق 37% على ذلك.
أشار استطلاع أجراه يوغوف في يونيو 2012 إلى زيادة دعم حقوق مجتمع المثليين بين البريطانيين. ووجد التقرير أن 71% يؤيدون زواج المثليين. توصل استطلاعان للرأي ليوغوف في ديسمبر 2012 إلى أن 55% من السكان يؤيدون تشريع زواج المثليين.
في استطلاع آخر في مايو 2013 أكد دعم البريطانيين لمشروع القانون، مع تأييد 53% منهم لزواج المثليين. أظهر استطلاع ثان في مايو مستوى مماثل من الدعم (54%)، ووجد أيضا أن 58% من أولئك الذين يعتبرون زواج المثليين قضية انتخابية مهمة سيصوتون من المرجح لصالح حزب يدعمه. وجد استطلاع إيبسوس في مايو 2013 أن 55% من المستجيبين يؤيدون زواج المثليين.
أظهر استطلاع أجرته إذاعة بي بي سي في مارس 2014 أن 68% من المستجيبين يؤيدون زواج المثليين بينما يعارضه 26% فقط. كما توصل الاستطلاع إلى أن الأشخاص الأصغر سنًا كانوا أكثر احتمالًا لدعم زواج المثليين، مع دعم 80٪ من الشباب الذين تتراوح أعمارهم بين 18 و 34 عامًا، مقارنة بـتأييد 44% فقط من الذين تجاوزوا 65 عامًا. كانت 75% من النساء يؤيدنه، مقارنة مع 61% من الرجال.
وجد استطلاع يوروباروميتر لعام 2015 أن 71% من البريطانيين اتفقوا على أنه ينبغي السماح بزواج المثليين في جميع أنحاء أوروبا، بينما كان 24% فقط ضد ذلك.
ووفقًا لاستطلاع أجرته مؤسسة «ايبسوس»، والذي نشر في أبريل 2018، فإن 73٪ من الجمهور البريطاني يؤيدون زواج المثليين، بينما اعتقد 8% أنه يجب حظره. وكان 13% منهم معارضين له شخصيا، لكنهم لم يرغبوا في حظره مرة أخرى. بالإضافة إلى ذلك، وجد نفس الاستطلاع أن 66% من البريطانيين سيؤيدون حفل زفاف ملكي مثلي.
أظهر استطلاع أجراه مركز بيو للأبحاث خلال الفترة الممتدة ما بين أبريل وأغسطس من عام 2017 ونُشِرَ في مايو 2018، أن 77% من البريطانيين يؤيدون زواج المثليين، ونسبة 20% يعارضونه و 3% لا يعرفون أو يرفضون الإجابة. وعند تقسيم ممن شملهم الاستطلاع تبعاً للدين؛ فإن نسب تأيد حق زواج المثليين توزعت بنسبة 83% من الأشخاص الغير مرتبطين بأي دين، و 82% من المسيحيين الغير ممارسين للشعائر الدينية و 63% من المسيحيين المرتادين للكنائس. كانت نسبة معارضة زواج المثليين 13% فقط من قبل من هم في الفئة العمرية مابين 18-34.
وجد استطلاع للرأي أجرته مؤسسة يوغوف في يونيو 2018 أن 80% من البريطانيين يؤيدون تشريع زواج المثليين في أيرلندا الشمالية، مع انخفاض هذا العدد بين المستجيبين الأيرلنديين الشماليين. أيد 70% من ناخبي حزب المحافظين، 89% من ناخبي حزب العمال و 90% من ناخبي الحزب الليبرالي الديمقراطي تشريعه هناك. كم أيد 90٪ من بين ناخبي «البقاء في الاتحاد الأوروبي»، زواج المثليين في أيرلندا الشمالية، في حين أيد مانسبته 68٪ من ناخبي «الخروج من الاتحاد الأوروبي».

## إنجلترا وويلز

خريطة تصويت أعضاء مجلس العموم حسب تصويتهم في القراءة الثانية لقانون الزواج (الأزواج المثليون) 2013 في 5 فبراير 2013.
تصويت أعضاء حزب العمال/الحزب اليبرالي الديمقراطي/حزب الخضر/حزب الاحترام/بلايد كيمري (حزب ويلز)/الحزب الاشتراكي الاجتماعي العمالي/حزب التحالف لصالح:
تصويت أعضاء حزب المحافظين لصالح:
تصويت أعضاء حزب المحافظين ب لصالح وضد: 5
تصويت أعضاء حزب المحافظين/الحزب الاتحادي الديمقراطي/و"سيلفيا هيرمون" ضد:
تصويت أعضاء حزب العمال/الحزب الليبرالي الديمقراطي ضد: 26
لم يصوتوا: 74
مقعد فارغ: 2

في 17 سبتمبر 2011، في مؤتمر الحزب الديمقراطي الليبرالي، أعلنت لين فيذرستون أن الحكومة ستطلق مشاورة في مارس 2012 حول كيفية تشريع المساواة في الزواج المدني للشركاء المثليين وذلك بتمرير تغييرات تشريعية قبل الانتخابات العامة القادمة. قال مكتب رئيس الوزراء بأن ديفيد كاميرون قد تدخل شخصيا لصالح تشريعه، وفي 5 أكتوبر 2011، أشاد مؤتمر حزب المحافظين بدعم كاميرون لزواج المثليين.
في 12 آذار/مارس 2012، بدأت حكومة المملكة المتحدة بالتشاور بشأن المساواة في الزواج المدني في إنجلترا وويلز. مقترحات الحكومة كانت:
- تمكين الأزواج المثليين من الزواج المدني، أي الاحتفالات المدنية فقط في مكتب التسجيل أو الأماكن المعتمدة (مثل فندق)؛
- عدم إشراء أي تغييرات على الزواج الديني. الذي سيستمر فقط ليكون ممكن قانونيا بين رجل وامرأة؛
- الاحتفاظ بالشراكات المدنية للشركاء المثليين والسماح للأزواج الذين هم بالفعل في شراكة مدنية بتحويل ذلك إلى زواج؛
- الاستمرار في السماح بتسجيل الشراكات المدنية في الأماكن الدينية قدر الإمكان، أي على أساس طوعي للمجموعات الدينية وبدون أي محتوى ديني؛ و
- السماح للأفراد بأن يكونوا قادرين قانونًا على تغيير جنسهم دون الحاجة إلى بطلان زواجهم.

### الدعم
في عام 2010، دعم كل من حزب الخضر في إنجلترا وويلز، والحزب الليبرالي الديمقراطي، و«حزب بلايد كيمري» (حزب ويلز) زواج المثليين في مؤتمرات حزبهم.
أعربت المجموعات والأفراد التالية عن دعمهم لتشريع زواج المثليين في إنجلترا وويلز:
- حزب الخضر في إنجلترا وويلز.[86]
- الحزب الليبرالي الديمقراطي.[87]
- حزب العمال[38]
- بلايد كيمري (حزب ويلز).[88]
- صحيفة التايمز.[89]
- صحيفة الغارديان.[90]
- صحيفة الاندبندنت، التي أطلقت حملة «الشركاء المتساوون».[91]

في 16 كانون الثاني/يناير 2013، أعلن ائتلاف المساواة في الزواج أنه وجد أدلة على تأييد أغلبية أعضاء البرلمان في مجلس العموم.

### المعارضة
أعربت الأحزاب السياسية التالية عن معارضتها لتشريع زواج المثليين في إنجلترا وويلز:
- الحزب الوطني البريطاني الذي يعارض زواج المثليين والشراكات المدنية؛[93]
- حزب استقلال المملكة المتحدة[94]

### آخرون
لم يكن للأطراف التالية موقف رسمي أو كان لها موقف حياد بشأن التشريع الذي سينطبق على إنجلترا وويلز:
- حزب المحافظين: دعم بعض كبار المحافظين، بما في ذلك ديفيد كاميرون، وليام هيغ، جورج أوزبورن، وتيريزا ماي مشروع القانون،[95][96] ولكنه، كان مسألة خلافية في الحزب. صوت أكثر من نصف نواب حزب المحافظين ضد القراءة الثانية.[97][98] ولكن استطلاعات الرأي أظهرت أن غالبية ناخبي حزب المحافظين يؤيدون مشروع القانون.[99]
- الحزب القومي الاسكتلندي: لم يصوت على المسائل الإنجليزية والويلزية، وبالتالي لم يشارك في تصويت القراءة الثانية، على الرغم من أن الحكومة الاسكتلندية بقيادة الحزب قدمت مشروع قانون يسمح بزواج المثليين في اسكتلندا.[98]
- شين فين: هو حزب لايصوت وبالتالي لا يشغل أعضاءه مقاعدهم أو يصوتون في مجلس العموم. في عام 2012، هزم الحزب الاتحادي الديمقراطي في تصويت لجمعية إيرلندا الشمالية أول مشروع قانون اقترحه شين فين وحزب الخضر في أيرلندا الشمالية يهدف إلى تشريع إلى زواج المثليين.[100]

### النتائج
في 11 ديسمبر 2012، أصدرت الحكومة ردها على المشاورة. من بين 228,000 رداً على الاستشارة، عبر النموذج الإلكتروني أو البريد الإلكتروني أو المراسلات، وافق 53% على أن جميع الأزواج، بغض النظر عن جنسهم، يجب أن يكونوا قادرين على عقد مراسم زواج مدني، و 46% لا يوافقون عليها، وواحد في المائة غير متأكد أو لم يجب على السؤال. كما أكدت الحكومة أنها تلقت بشكل منفصل تسعة عشر طلبًا من جماعات دينية ومنظمات مثل الائتلاف من أجل الزواج، مع أكثر من 500,000 توقيع معارض لزواج المثليين.

### التشريع
في 11 ديسمبر 2012، أعلنت وزيرة المساواة وحقوق المرأة، ماريا ميلر أن الحكومة ستقدم تشريع زواج المثليين في إنجلترا وويلز في أوائل عام 2013. ردا على نتائج التشاور، تم توسيع المقترحات للسماح للمؤسسات الدينية بعقد زواج المثليين إذا رغبت، وتأكيد «قفل رباعي» من التدابير الإضافية لحماية الحريات الدينية «بلا شك». هذه هي:
- التأكد من أن التشريعات تنص صراحة على أنه لا يجوز إجبار أي منظمة دينية أو رجل الدين فردي على تزويج الأزواج المثليين أو السماح بحدوث ذلك في أماكنهم؛
- توفير نظام «اختيار» للمنظمات الدينية التي ترغب في إجراء زواج المثليين، والتي تسمح أيضًا لرجال الدين الفرديين بالاستمرار في رفض القيام بزواج المثليين حتى عند قيام منظماتهم الدينية بذلك؛
- تعديل قانون المساواة 2010 ليعكس عدم تقديم أي دعاوى للتمييز ضد المنظمات الدينية أو رجال الدين الأفراد لرفضهم تزويج الأزواج المثليين أو السماح باستخدام مقرهم لهذا الغرض؛ و
- التأكد من أن التشريع لن يؤثر على القانون الكنسي لكنيسة إنجلترا أو الكنيسة في ويلز، أي أنه ما لم يتم تغيير القانون الكنسي وقانون زواج المثليين في المستقبل، سيتم منع الكنيستين قانونًا من عقد زواج المثليين.[101]

قالت حكومة المملكة المتحدة ردا على تساؤلات في المشاورة، حول إمكانية أن تدفع المحكمة الأوروبية لحقوق الإنسان جميع الكنائس إلى تزويج الأزواج المثليين، قائلة: 
في 24 يناير 2013، تم تقديم «مشروع قانون الزواج (الأزواج المثليون)» إلى مجلس العموم من قبل ماريا ميلر، وحدث نقاش كامل في القراءة الثانية في 5 فبراير. يحتفظ مشروع القانون ببعض الاختلافات عن الزواج بين رجل وامرأة؛ على سبيل المثال في إجراءات الطلاق، فإن الخيانة الزوجية (كما هو الحال مع زواج المغايرين) لا يمكن أن يتضمن سوى السلوك الجنسي بين شخصين مغايرين، في حين أن عدم الدخول (عدم إقامة علاقة جنسية بين الزوجين) لن يكون سبباً لإلغاء زواج المثليين.
في 5 فبراير 2013، مر مشروع القانون في قراءته الثانية في مجلس العموم في تصويت 400 صوتا لصالحه مقابل 175 صوتا ضده (400-175).
تم فحص مشروع القانون في 13 جلسة من قبل لجنة «قانون الزواج (الأزواج المثليون)»، وهي لجنة عامة لمشروع قانون أنشئت لفحص مشروع قانون بشكل دقيق. مر مشروع القانون من مرحلة اللجان في 12 مارس 2013، وكان مرحلة تمريره في مجلس العموم في 20-21 مايو 2013. جرت القراءة الثالثة في 21 مايو، وتمت الموافقة عليه في تصويت 366 صوتا لصالح مقابل 161 صوتا ضد (366-161)، مع تلقي مشروع القانون لقراءته الأولى في مجلس اللوردات مساء اليوم نفسه.
تمت قراءة مشروع القانون للمرة الثانية دون معارضة في مجلس اللوردات في 4 يونيو، بعد هزيمة «التعديل المدمر» الذي اقترحه «اللورد ديير» في تصويت 148 صوتا لصالح مقابل 390 صوتا ضده (148-390)، مما سمح لمشروع القانون بالانتقال إلى مرحلة اللجنة.
مر مشروع القانون في قراءته الثالثة في مجلس اللوردات في 15 يوليو 2013، وقبل مجلس العموم جميع تعديلات اللوردات في اليوم التالي، وحصل على الموافقة الملكية في 17 يوليو 2013.
في 10 ديسمبر 2013، أعلنت وزيرة الثقافة والإعلام والرياضة ماريا ميلر أن مراسم زواج المثليين ستبدأ في 29 مارس 2014 في إنجلترا وويلز. يُطلب من الأزواج الراغبين في أن يكونوا من أوائل الذين يتزوجون تقديم إشعار رسمي بنواياهم بحلول 13 مارس 2014. واعتبارًا من 13 مارس 2014، أصبح يُعترف بالأزواج الذين تزوجوا قانونيا في الخارج على أنهم متزوجون في إنجلترا و ويلز. دخلت أجزاء القانون التي تسمح بتحويل الشراكات المدنية إلى زواج، والسماح للمتزوجين بتغيير جنسهم القانوني في الوقت الذي يظلون فيه متزوجين، حيز التنفيذ في 10 ديسمبر 2014. بدأ زواج المثليين في إنجلترا وويلز عند منتصف الليل في 29 مارس 2014.

## اسكتلندا
أصبح زواج المثليين قانونيا في اسكتلندا في 16 ديسمبر 2014، وقد تم عقد أول زواج المثليين في 31 ديسمبر 2014. ينص القانون على أن المنظمات الدينية وعاقدي الزواج الفرديين ليسوا ملزمين بأداء مراسم الزواج للأزواج المثليين، على الرغم من السماح للمنظمات الدينية بتخويل رجال الدين للقيام بذلك.
في 25 يوليو 2012، أعلنت الحكومة الاسكتلندية أنها ستقوم بتشريع زواج المثليين. تم الإعلان عن هذه الخطوة على الرغم من المعارضة من قبل كل من كنيسة اسكتلندا ومت الكنيسة الكاثوليكية في اسكتلندا. على الرغم من إعلان نائبة الوزير الأول نيكولا ستورجيون عن هذه الخطوة بأنها «الشيء الصحيح الذي ينبغي عمله»، إلا أنها طمأنت الكنائس بأنها لن تلزم إلى عقد زواج المثليين. خلال مرحلة التشاور، تلقى الوزراء أكثر من 19,000 رسالة من الناخبين حول هذه القضية.
في 27 يونيو 2013، قدمت الحكومة الاسكتلندية «مشروع قانون الزواج والشراكة المدنية (اسكتلندا)» في البرلمان الإسكتلندي.
في 4 فبراير 2014، عقد البرلمان الإسكتلندي قراءته النهائية على مشروع القانون للسماح بزواج المثليين تمت الموافقة على مشروع القانون من خلال تصويت 108 صوتا لصالحه مقابل 15 صوتا ضده (108-15) وحصل على الموافقة الملكية في 12 مارس 2014. وافق برلمان المملكة المتحدة بالفعل على إجراء التعديلات اللازمة لقانون المساواة 2010 في المملكة المتحدة إذا قام البرلمان الإسكتلندي بسن تشريع زواج المثليين، وذلك للسماح بإعفاء بعض المنظمات الدينية والعقائدية من الاضطرار إلى القيام، أو المشاركة في زواج المثليين إذا خالف معتقداتها، كما هو منصوص عليه في مشروع القانون الإسكتلندي. وقعت أول حفلات زواج المثليين في 31 ديسمبر 2014، على الرغم من أنه يمكن تبديل الشراكة المدنية للحصول على شهادة الزواج من 16 ديسمبر 2014، لذا تم الاعتراف لأول مرة في نفس اليوم بأول زواج مثلي بموجب القانون الإسكتلندي.

## أيرلندا الشمالية
لا يزال زواج المثليين غير معترف به في أيرلندا الشمالية، بعد عدة تصويتات ضده وتصويت واحد لصالحه من قبل الجمعية التشريعية لأيرلندا الشمالية. ويتم الاعتراف بزواج المثليين كشراكات مدنية.

### التشريع المقترح
تمت مناقشة تشريعات تسمح بالاعتراف بزواج المثليين في أيرلندا الشمالية في الجمعية التشريعية لأيرلندا الشمالية خمس مرات منذ عام 2012. وفي أربع من تلك المناسبات، صوتت أقلية فقط من أعضاء الجمعية لصالح زواج المثليين، وشهد التصويت الأخير على هذه المسألة في نوفمبر 2015 تصويت غالبية أعضاء الجمعية التشريعية لصالح زواج المثليين.
في 27 أبريل 2015، صوتت الجمعية التشريعية لأيرلندا الشمالية مرة أخرى على الاعتراف بزواج المثليين. قدم اقتراح الإعتراف من قبل حزب شين فين وهزم في تصويت 47 صوتا لصالحه مقابل 49 صوتا ضده (47-49)؛ صوت كل أعضاء الحزب الاتحادي الديمقراطي في الجمعية ضده، في حين أن جميع أعضاء حزب شين فين، وحزب الخضر في أيرلندا الشمالية و«حزب NI21» لصالحه.
في 2 تشرين الثاني/نوفمبر 2015، صوّت 105 من أعضاء الجمعية التشريعية لأيرلندا الشمالية على اقتراح بتقنين زواج المثليين في تصويت 53 صوتا لصالحه مقابل 52 صوتًا ضده، وكانت المرة الأولى التي حظي فيها زواج المثليين بدعم الأغلبية في الجمعية التشريعية. ومع ذلك، استخدم الحزب الاتحادي الديمقراطي إلتماس القلق" (بالإنجليزية: Petition of concern)‏، مما منع ان يكون للاقتراح أي تأثير قانوني.
وقال حزب شين فين إن التشريع المتعلق بزواج المثليين سيكون أولوية بالنسبة إلى الحزب في الجمعية المنتخبة في أيار/مايو 2016. في 23 يونيو 2016، أعلن وزير المالية مارتن أو مويلوار أنه طلب من المسؤولين في السلطة التنفيذية البدء في صياغة تشريع للسماح بزواج المثليين، مشيرًا إلى أن أعضاء الجمعية التشريعية لأيرلندا الشمالية سيصوتون على هذه المسألة بدلا من "إجبارهم على التشريع [بعد] حكم قضائي" في المحاكم. في أكتوبر/تشرين الأول 2016، أعادت الوزيرة الأولى أرلين فوستر التأكيد على معارضة الحزب الاتحادي الديمقراطي لزواج المثليين، قائلة إن الحزب سيواصل استخدام إلتماس القلق" (بالإنجليزية: Petition of concern)‏ لتعطيل زواج المثليين في الجمعية التشريعية خلال السنوات الخمس القادمة. حصل الحزب الديمقراطي الوحد على أقل من 30 مقعدًا في انتخابات مارس 2017، مما يعني أنه فقد حقه في حظر إحدى مشاريع القوانين بشكل فردي باستخدام "إلتماس القلق". ومع ذلك، هناك ما يكفي من الأعضاء المنتخبين الآخرين لتقديم التماس للقلق معا، إذا تم استعادة حكومة تقاسم السلطة.
صرحت كارين برادلي، وزيرة الدولة لشمال أيرلندا، في فبراير 2018 أنه يمكن تشريع زواج المثليين في أيرلندا الشمالية من قبل البرلمان البريطاني، ومن المرجح أن تسمح حكومة المحافظين بتصويت الضمير لنوابها إذا تم تقديم مثل هذه التشريعات. قال النائب عن حزب العمال كونور ماكغين أنه سيقدم مشروع قانون خاص بتمديد زواج المثليين إلى أيرلندا الشمالية بحلول نهاية مارس 2018.
قدم مشروع «قانون الزواج (الأزواج المثليون) (أيرلندا الشمالية)» إلى مجلس العموم يوم 28 مارس عام 2018، ومر بنجاح في القراءة الأولى. تم حظر القراءة الثانية لمشروع القانون في مجلس العموم من قبل عضو البرلمان عن حزب المحافظين في 11 مايو 2018، وتمت إعادة جدولته إلى 26 أكتوبر 2018، ثم إعادة جدولته مرة أخرى إلى 25 يناير 2019. وتم تقديم مشروع قانون مماثل إلى مجلس اللوردات في 27 مارس بواسطة البارون هايوارد، وتمت الموافقة على قراءته الأولى في ذلك اليوم.
في 1 تشرين الثاني/نوفمبر 2018، تم منح الموافقة الملكية على «قانون أيرلندا الشمالية (قانون التأسيس وممارسة الوظائف) 2018»، والذي يحتوي على أقسام تصف حظر زواج المثليين وحظر الإجهاض في أيرلندا الشمالية على أنه انتهاك لحقوق الإنسان. لا يشرع القانون زواج المثليين في أيرلندا الشمالية، ولكنه يوجه الحكومة البريطانية إلى «إصدار توجيهات» لموظفي الخدمة المدنية في أيرلندا الشمالية «فيما يتعلق بعدم توافق حقوق الإنسان مع [قوانين المنطقة بشأن القضيتين]». وتم إقرار القانون في مجلس العموم في تصويت 207 صوتا لصالحه مقابل 117 صوتا ضده (207-117).

### التحديات القضائية
طعن اثنان من التحديات القضائية على حظر زواج المثليين في أيرلندا الشمالية في المحكمة العليا في نوفمبر وديسمبر 2015. قام أربعة من الشركاء المثليين، وهم «غرين كلوز» و«شانون سيكلز» و«كريس» و«هنري فلاناغان-كانم» بإحضار القضية مدعيين أن حظر أيرلندا الشمالية على زواج المثليين انتهك حقوق الإنسان الخاصة بهم. وقد نظرت القضية في وقت متزامن مع دعوى رفعت في يناير/كانون الثاني 2015 سعى فيها رجلان تزوجا في إنجلترا إلى الاعتراف بزواجهما في أيرلندا الشمالية. صدر حكم في أغسطس 2017؛ حكم القاضي أوهارا ضد الأزواج وقرر أنه لا توجد أسس قانونية بموجب القانون من المحكمة الأوروبية لحقوق الإنسان أن حقوق الشركاء قد انتهكت رفض أيرلندا الشمالية الاعتراف باتحادهم كزواج. وقال أحد الشريكين المشاركين في القضية (الذي لم يتم الإفصاح عن هويته) إنهما سيستأنفا الحكم. تم الاستماع إلى الاستئناف من قبل هيئة من ثلاثة قضاة في محكمة الاستئناف في 16 مارس 2018؛ من المتوقع صدور حكم في وقت ما هذا العام.

### الرأي العام
أظهر استطلاع لجريدة «بلفاست تلغراف» في سبتمبر 2014 أن 40.1% من السكان يؤيدون زواج المثليين، بينما عارضه 39.4% منهم ولم يدلي 20.5% منهم بأي رأي. من بين هؤلاء الذين أعطوا رأي، أيد 50.5% منهم وعارض 49.5% منهم زواج المثليين. أظهر استطلاع للرأي في مايو 2015 أن 68% من السكان يؤيدون زواج المثليين، مع ارتفاع الدعم إلى 75% في بلفاست. جلبت «مظاهرة حاشدة»، نظمت من قبل المؤتمر الأيرلندي لنقابات العمال، منظمة العفو الدولية، ومشروع قوس قزح وقعت في بلفاست يوم 13 يونيو عام 2015، حضورا 20،000 شخص. أشار استطلاع في يونيو 2016 أن الدعم لزواج المثليين يبلغ نسبة 70%، في حين عارضه 22%.
وجد استطلاع للرأي في شهر أبريل عام 2018 دعمًا لزواج المثليين بين سكان أيرلندا الشمالية بنسبة 76%، بينما عارضه 18% منهم.

## إحصاءات الزواج
تم إجراء 1,409 حالة زواج مثلي بين 29 مارس و 30 يونيو 2014. وكان 56% من حالات الزواج هذه بين الزوجات المثليات من الإناث و44% منها بين الأزواج المثليين من الذكور.
من مارس 2014 إلى أكتوبر 2015، تم إجراء ما يقرب من 15,000 حالة زواج مثلي في إنجلترا وويلز. ومن بين هؤلاء، كان هناك 7,366 حالة زواج جديدة، في حين كان 7,327 من التحويلات من الشراكات المدنية. 55% من حالات الزواج هذه كانت بين الزوجات المثليات من الإناث و 45% منها بين الأزواج المثليين من الذكور. وخلال تلك الفترة الزمنية نفسها، انخفض عدد الأزواج الذين يختارون الشراكات المدنية بشكل كبير. في شيشاير، على سبيل المثال ، تم تسجيل حوالي 70 شراكة مدنية كل عام. ولكن في عام 2015، كان هذا العدد 4 فقط.
تم تنفيذ 462 حالة زواج مثلي في اسكتلندا في الأشهر الخمسة الأولى بعد دخول قانون الزواج والشراكة المدنية (اسكتلندا) 2014 حيز التنفيذ. شكل حالات زواج المثليين 12% من جميع حالات الزواج التي أجريت خلال ذلك الوقت.
في مارس 2016، أظهرت إحصائيات نشرتها سجلات اسكتلندا الوطنية أن 1,671 حالة زواج مثلي جرت في اسكتلندا في عام 2015. ومن بين هؤلاء، تم تحويل 935 حالة من الشراكات المدنية القائمة وعقد 736 من حالات زواج المثليين الجديدة.

## الأداء الديني
لا تؤدي معظم المنظمات الدينية الكبرى في المملكة المتحدة زواج المثليين في أماكن عبادتها. وتقوم بعض الطوائف المسيحية الأصغر مثل الكنيسة الهولندية في لندن، الكويكرز والجمعية العامة للتوحديين والكنائس المسيحية الحرة بعقد زواج المثليين.
وبالإضافة إلى ذلك، تقوم اليهودية الليبرالية وحركة الإصلاح اليهودية بأداء زواج المثليين، وقامت بحملات لصالح تشريع زواج المثليين.
في مايو 2016، تقدمت «كنيسة الواحة واترلو» في لندن بطلب للحصول على ترخيص يسمح لها بإجراء زواج المثليين. وقال القس ستيف تشالكه : «لقد وصلت كنيسة الواحة في واترلو إلى القرار. لقد استغرقنا بعض الوقت للوصول إليه، وهذا شيء نريد القيام به».
في يونيو/حزيران 2016، أصبحت الكنيسة الأسقفية الأسكتلندية أول كنيسة بريطانية في الكوميونة الأنغليكانية تتخذ خطوات للسماح بزواج المثليين في كنائسها. صوت المجمع العام لصالح اقتراح لبدء مناقشة بين الأبرشيات السبعة لإزالة الفقرة المذهبية التي تنص على أن الزواج بين رجل وامرأة. حصل التصويت على دعم من خمسة من سبعة أساقفة، و 69% من رجال الدين و 80% من العلمانيين.
وافق السينود العام رسمياً على التغيير في البند العقائدي في يونيو 2017، مع إزالة اللغة التي تفيد بأن الزواج لا يمكن أن يكون إلا بين رجل وامرأة وإدخال بند ضمير جديد يسمح لرجال الدين بالانسحاب من أداء حفلات الزفاف المثلية. في 20 يوليو 2017، تم الإعلان عن عقد حفل زواج مثلي في كاتدرائية سانت ماري في غلاسكو في وقت لاحق من الصيف. في 1 أغسطس 2017، تم عقد زواج مثلي، بما في ذلك القربان المقدس كزواج ، في كنيسة القديس يوحنا الإنجيلي، في ادنبره. تشير التقديرات إلى أن الكنيسة الاسكتلندية الأسقفية تضم 100,000 عضو ، وتوفر زواج المثليين لغيرهم من الأنجليكان، بما في ذلك أعضاء الكنائس في إنجلترا والولايات المتحدة.
في يوليو/تموز 2016 ، صوتت الكنيسة الإصلاحية المتحدة بأغلبية ساحقة للسماح لكنائسها بالقيام بزواج المثليين. أصبحت الكنيسة، التي تضم 60 ألف عضو و 1400 مجمع كنسي، أكبر منظمة مسيحية في المملكة المتحدة تعقد زواج المثليين في ذلك الوقت.
في مايو 2018، صوتت كنيسة اسكتلندا لصياغة قوانين جديدة تسمح للقساوسة بإجراء زواج المثليين. تم تمرير الاقتراح من قبل الجمعية العامة للكنيسة في تصويت 345 صوتا لصالح مقابل 170 صوتا ضد (345-170). لدى لجنة الأسئلة القانونية الآن سنتان لتقديم تقرير، مع تصويت نهائي على الاقتراح متوقع في عام 2021.

## الزواج القنصلي
في أعقاب «قانون الزواج القنصلي والزواج بموجب الأمر الصادر حول الأجانب 2014»، «قد يحدث زواج قنصلي في تلك البلدان أو الأقاليم خارج المملكة المتحدة التي أبلغت وزير الخارجية كتابياً بعدم وجود أي اعتراض على مثل حالات الزواج هذه التي تحدث في ذلك البلد أو إقليم والتي لم تلغي بعد ذلك هذا الإشعار». يعتبر الزواج القنصلي المثلي حاليًا ممكنا في 26 دولة: أستراليا، أذربيجان، بوليفيا، كمبوديا، تشيلي، الصين (بما في ذلك هونغ كونغ)، كولومبيا، كوستاريكا، جمهورية الدومينيكان، إستونيا، ألمانيا، المجر، اليابان، كوسوفو، لاتفيا، ليتوانيا، منغوليا، الجبل الأسود، نيكاراغوا، بيرو، الفلبين، روسيا، سان مارينو، صربيا، سيشيل، وفيتنام.
تم عقد 240 زواج قنصلي مثلي بين يونيو 2014 ونهاية ديسمبر 2015. وحوّل 140 زوجًا إضافيًا شراكاتهم المدنية إلى زواج. كان الزواج القنصلي للأزواج المثليين شائعًا في أستراليا قبل تقنين زواج المثليين في عام 2017. إذ تزوج 445 زوجًا في قنصليات بريطانية في أستراليا بحلول أكتوبر 2017.

## توابع التاج البريطاني وأقاليم ما وراء البحار البريطانية
تختلف الحالة القانونية لزواج المثليين في توابع التاج البريطاني الثلاث وأقاليم ما وراء البحار الأربعة عشر.

### تبعيات التاج البريطاني
- جزيرة مان - تمت الموافقة على التشريع الذي يسمح بعقد زواج المثليين والاعتراف به من قبل «مجلس المفاتيح» في 8 مارس 2016، ووافق عليه «المجلس التشريعي» في 26 أبريل 2016.[171][172] تم منح التشريع الموافقة الملكية ودخل حيز التنفيذ في 22 يوليو 2016.[173]
- غيرنزي - وافق «مجلس غيرنزي» على اقتراح تشريع للاعتراف وعقد زواج المثليين في ديسمبر/كانون الأول 2015.[174] وتمت الموافقة على «قانون زواج المثليين (غيرنزي)، 2016» من قبل المجلس في سبتمبر 2016 في تصويت 33 صوتا لصالحه مقابل 5 أصوات ضده (33-5)، وحصل على الموافقة الملكية في 14 ديسمبر 2016.[69][175] ودخل القانون حيز التنفيذ في 2 مايو 2017.[176][177] ولا يشمل التشريع تبعيات غيرنزي، وهي آلديرني وسارك.
  - آلدرني - تمت الموافقة على مشروع قانون للسماح بزواج المثليين من قبل «مجلس آلدرني» في 18 أكتوبر 2017، وتلقى الموافقة الملكية في 13 ديسمبر 2017.[178] ودخل القانون حيز التنفيذ في 14 يونيو 2018.[179]
- جيرزي - وافق المجلس التشريعي للجزيرة في سبتمبر 2015 على اقتراح بإصدار تشريع يتعلق بزواج المثليين في سبتمبر 2015.[180] ناقش المجلس التشريعي مشروع قانون زواج المثليين في 1 فبراير 2018، حيث تم تمريره في تصويت42 صوتا لصالحه مقابل صوت واحد ضده (42-1).[181] حصل القانون على الموافقة الملكية في 23 مايو 2018، ودخل حيز التنفيذ في 1 يوليو 2018.[182]

### أقاليم ماوراء البحار البريطانية
- برمودا - أصدرت المحكمة العليا في برمودا في 5 أيار/مايو 2017 حكماً لصالح زواج المثليين. سمح الحكم للعديد من الأزواج المثليين بالزواج في برمودا خلال الأشهر التالية.[183] ولكن، أصدرت الجمعية التشريعية في برمودا قانون الشراكة المنزلية في ديسمبر 2017 ليحل محل زواج المثليين. دخل القانون حيز التنفيذ في 1 يونيو 2018.[184] ولا تزال حالات زواج المثليين التي تمت بعد الحكم معترفا بها. في 6 يونيو 2018، ألغت المحكمة العليا أجزاء قانون الشراكة المنزلية التي تحظر زواج المثليين، ولكن القرار بقي في انتظار الاستئناف، الذي خسرته الحكومة في 23 نوفمبر 2018.[185] وقد مُنحت الحكومة 21 يومًا لتقديم الاستئناف النهائي للمجلس الخاص للمملكة المتحدة.[186]
- المقاطعة البريطانية بالقارة القطبية الجنوبية - دخل قانون زواج المثليين حيز التنفيذ منذ 13 أكتوبر 2016.[187][188]
- إقليم المحيط الهندي البريطاني - دخل قانون زواج المثليين حيز التنفيذ منذ 3 يونيو 2014.[189] كما تم السماح بالشراكات المدنية للأفراد العسكريين منذ 7 ديسمبر 2005.[190]
- جزر فوكلاند - في 30 مارس 2017، وافقت الجمعية التشريعية لجزر فوكلاند على مشروع قانون يشرع زواج المثليين بتصويت 7 أصوات لصالحه مقابل صوت واحد ضده (7-1).[191]

وقد حصل على الموافقة الملكية في 13 أبريل ودخل حيز التنفيذ في 29 أبريل 2017.
- جبل طارق - في 26 أكتوبر 2016، تم تمرير «مشروع قانون تعديل الزواج المدني 2016» في برلمان جبل طارق بتصويت إجماعي لصالحه من قبل كل الأعضاء الخمسة عشر الحاضرين خلال التصويت. وحصل على الموافقة الملكية في 1 نوفمبر ودخل حيز التنفيذ في 15 ديسمبر 2016.[193][194]
- جزر بيتكيرن - وافق المجلس التشريعي في جزر بيتكيرن على قرار بتشريع زواج المثليين وأقره بالاجماع، ووقعه الحاكم جوناثان سنكلير في 5 أيار/مايو 2015. وقد نُشر في 13 أيار/مايو 2015 ودخل حيز التتفيذ في اليوم التالي.[195][196][197]
- سانت هيلينا وأسينشين وتريستان دا كونا - تم سن تشريع زواج المثليين في جميع أنحاء الإقليم:
  - جزيرة أسينشين - تمت الموافقة على قانون زواج المثليين بالإجماع من قبل جميع الأعضاء الخمسة حينها في مجلس جزيرة أسينشين في 31 مايو 2016.[185][198] وقع عليه الحاكم ونشر في الجريدة الرسمية في 20 يونيو.[199] في 23 ديسمبر 2016، أصدر الحاكم أمرًا ببدء القانون في 1 يناير 2017.[200][201]
  - تريستان دا كونا - صدر في 4 آب/أغسطس 2017 قانون ينص على تمديد قانون زواج المثليين من جزيرة أسينشين إلى تريستان دا كونا.[202]
  - سانت هيلينا - صادق المجلس التشريعي في الجزيرة على زواج المثليين في 19 كانون الأو/ديسمبر 2017؛ وٱعطي الموافقة الملكية في اليوم التالي.[203]
- جورجيا الجنوبية وجزر ساندويتش الجنوبية - أصبح زواج المثليين قانونيًا في الإقليم منذ عام 2014.[204][205]
- جزر كايمان - لا يُعترف بزواج المثليين إلا في حالات الهجرة، وذلك من خلال قرار صادر عن محكمة الاستئناف الخاصة بالهجرة. صادر في 7 يوليو 2016. واعترفت محكمة الاستئناف الخاصة بالهجرة بالشرعية القانونية لزواج المثليين الأجنبي لغرض إضافة زوج مثلي لحامل تصريح العمل باعتباره المعتمد على هذا الأخير.[81] في أبريل/نيسان 2018، رفعت زوجتان مثليتين من أصل مزدوج بريطاني-كايماني، وهما شانتيل داي وفيكي بودين، دعوى قضائية في المحكمة، متحديتين حظر زواج المثليين في جزر كايمان.[206]
- لا يتم عقد زواج المثليين أو الاعتراف به في أنغويلا، وجزر العذراء البريطانية، مونتسيرات وجزر توركس وكايكوس.